# الولاء للمنتجات

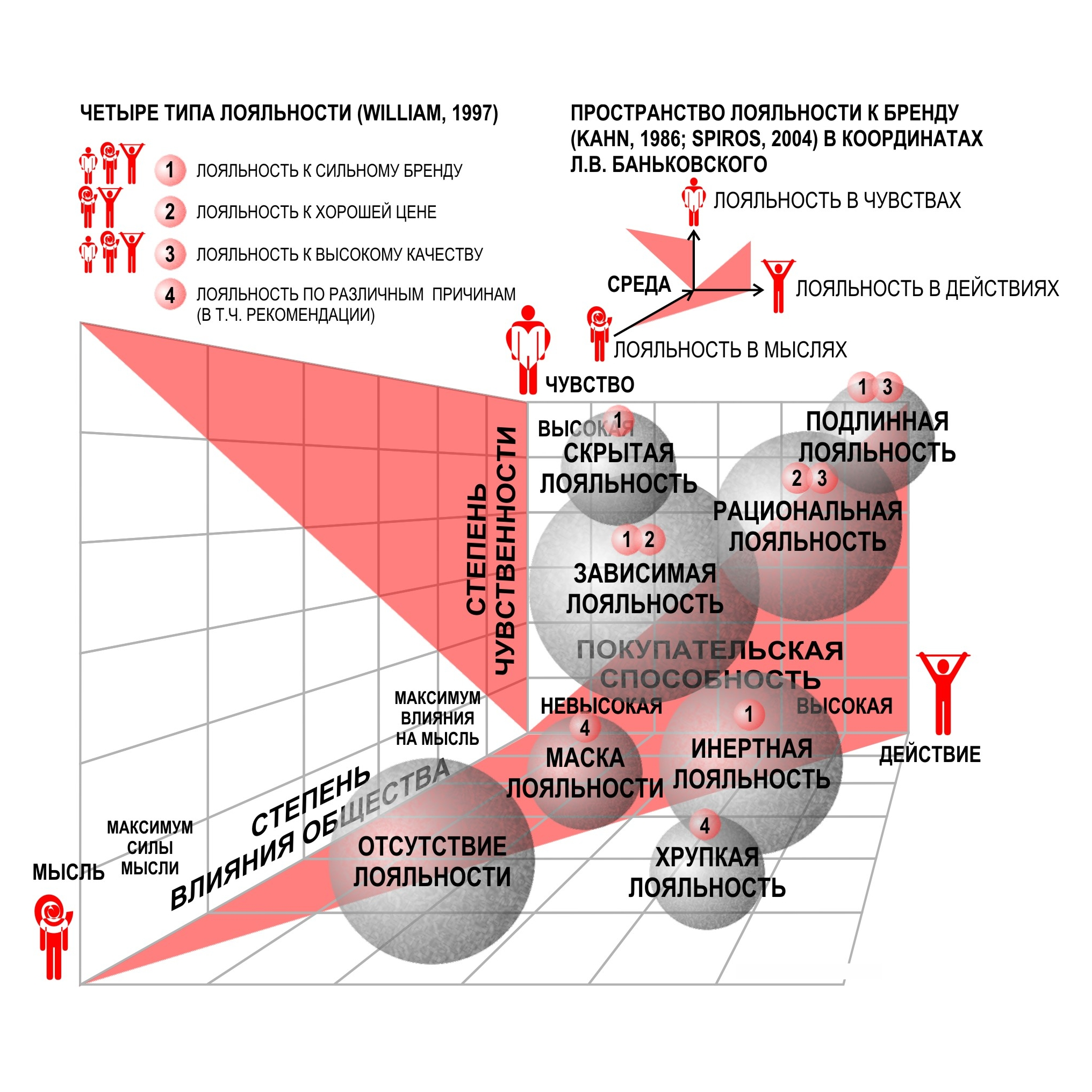

الولاء للمنتجات (Brand loyalty) يعني أن سلوك المستهلك سوف يصبح مبرمجاً بشكل تام لشراء منتج معين بذاته عند الإحساس بالحاجة. يمكن تقسيم المستهلكين حسب ولائهم لاسم تجاري أو علامة تجارية أو متجر معين، كما يمكن تقسيم المستهلكين أيضاً حسب درجة الولاء للاسم التجاري أو المتجر فهناك مستهلكين لديهم ولاء قوي للعلامة أو المتجر، وآخرين لديهم ولاء ضعيف، وآخرين ليس لديهم أي ولاء لأي علامة أو متجر.

## أنواع الولاء
هناك عدة أنواع للولاء نستعرضها في ظل الواجبات التي من المفروض أن تقوم بها المنشأة أو مدير التسويق.
- ولاء عاطفي (Emotional Loyalty)
- الولاء للاسم (Identity Loyalty)
- الولاء للصفات الحاكمة (Differentiated Loyalty)
- ولاء الارتباط (Contract Loyalty)
- الولاء الناتج عن ارتفاع تكلفة التغيير (Switching Cost Loyalty)
- الولاء بالتعامل الطويل المألوف (Familiarity Loyalty)
- الولاء المرتبط بالراحة (Convenience Loyalty)

## انخفاض الولاء
من أسباب انخفاض ولاء المستهلك للمنتوج:
- الملل من الماركة.
- ظهور العديد من الماركات الجديدة.
- عدم الشعور بالإشباع من استخدام الماركة.
- ارتفاع نسبة الاعلانات المقارنة بين مزايا وخصائص الماركة المستخدمة والماركات الأخرى.

## عوامل في الولاء
هناك العديد من المتغيرات التي تؤثر بشكل مباشر على الولاء حجماً ونوعية:
- خصائص المستهلك: كالشخصية والخصائص الديموجرافية والاجتماعية.
- أنماط التسوق للمستهلكين: مثل الولاء للمتجر والكمية المُشترى والماركة التي تم شراؤها مؤخراً.
- خصائص هيكل السوق: مثل توافر الماركات والتقلبات في السعر